# Valet i Tanzania 2005

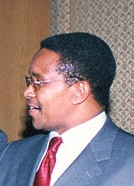
Jakaya Kikwete, Tanzanias president.

Tanzania höll president- och parlamentsval den 14 december 2005. Egentligen skulle valet ha hållits den 30 oktober men på grund av att en vicepresidentskandidat avled senarelades valet. Valet var det tredje i ordningen efter landets återinförande av flerpartisystem år 1992. Valet var också betydande då befintliga presidenten Benjamin Mkapa som hade styrt landet i två efterföljande mandat vidarelämnade uppgiften i överensstämmelse med konstitutionen. Presidentvalet på Zanzibar och dess representanthus ägde rum den 30 oktober som sagt.

## Presidentkandidater
| Tanzania                   | Tanzania                                                               |
| Kandidat                   | Parti                                                                  |
| -------------------------- | ---------------------------------------------------------------------- |
| Jakaya Kikwete             | Chama Cha Mapinduzi (CCM)                                              |
| Paul Henry Kyara           | Sauti ya Umma (SAU)                                                    |
| Ibrahim Lipumba            | Civic United Front (CUF)                                               |
| Emmanuel Makaidi           | National League for Democracy (NLD)                                    |
| Freeman Mbowe              | Chama cha Demokrasia na Maendeleo (CHADEMA)                            |
| Augustine Mrema            | Tanzania Labour Party (TLP)                                            |
| Christopher Mtikila        | Democratic Party (DP)                                                  |
| Sengondo Mvungi            | National Convention for Construction and Reform-Mageuzi (NCCR-Mageuzi) |
| Anna Senkoro               | Progressive Party of Tanzania-Maendeleo (PPT-Maendeleo)                |
| Leonard Shayo              | Demokrasia Makini (MAKINI)                                             |
| Zanzibar                   |                                                                        |
| Amani Abeid Karume         | Chama Cha Mapinduzi (CCM)                                              |
| Seif Shariff Hamad         | Civic United Front (CUF)                                               |
| Haji Mussa Kitole          | Jahazi Asilia                                                          |
| Abdallah Ali Abdallah      | Democratic Party (DP)                                                  |
| Mariam Omar                | Sauti ya Umma (SAU)                                                    |
| Simai Abdulrahman Abdallah | National Reconstruction Alliance (NRA)                                 |

## Valresultat

### Presidentvalresultat
| Tanzania                   | Tanzania                                                               | Tanzania      | Tanzania |
| Kandidat                   | Parti                                                                  | Röster        | %        |
| -------------------------- | ---------------------------------------------------------------------- | ------------- | -------- |
| Jakaya Kikwete             | Chama Cha Mapinduzi (CCM)                                              | 9 123 952     | 80,28    |
| Ibrahim Lipumba            | Civic United Front (CUF)                                               | 1 327 125     | 11,68    |
| Freeman Mbowe              | Chama cha Demokrasia na Maendeleo (CHADEMA)                            | 668 756       | 5,88     |
| Augustine Mrema            | Tanzania Labour Party (TLP)                                            | 84 901        | 0,75     |
| Sengondo Mvungi            | National Convention for Construction and Reform-Mageuzi (NCCR-Mageuzi) | 55 819        | 0,49     |
| Christopher Mtikila        | Democratic Party (DP)                                                  | 31 083        | 0,27     |
| Emmanuel Makaidi           | National League for Democracy (NLD)                                    | 21 574        | 0,19     |
| Anna Senkoro               | Progressive Party of Tanzania-Maendeleo (PPT-Maendeleo)                | 18 783        | 0,17     |
| Leonard Shayo              | Demokrasia Makini (MAKINI)                                             | 17 070        | 0,15     |
| Paul Henry Kyara           | Sauti ya Umma (SAU)                                                    | 16 414        | 0,14     |
| Antal röster               | Antal röster                                                           | 11 365 477    | 100,00   |
| Valdeltagande              | Valdeltagande                                                          | Valdeltagande | 72,4     |
| Zanzibar                   |                                                                        |               |          |
| Amani Abeid Karume         | Chama Cha Mapinduzi (CCM)                                              | 239 832       | 53,18    |
| Seif Shariff Hamad         | Civic United Front (CUF)                                               | 207 773       | 46,07    |
| Haji Mussa Kitole          | Jahazi Asilia                                                          | 2 110         | 0,48     |
| Abdallah Ali Abdallah      | Democratic Party (DP)                                                  | 509           | 0,11     |
| Simai Abdulrahman Abdallah | National Reconstruction                                                | 449           | 0,10     |
| Mariam Omar                | Sauti ya Umma (SAU)                                                    | 335           | 0,07     |
| Antal röster               | Antal röster                                                           | 451 008       | 100      |
| Valdeltagande              | Valdeltagande                                                          | Valdeltagande | 90,8     |

### Tanzanias parlamentsval samt val tillZanzibarsrepresentanthus

#### Tanzanias folkförsamlings valresultat, 14 december 2005
| Parti                                                   | Röster                                        | %                                             | Direkta platser                               | Ytterligare platser för kvinnor               | Totalt antal platser |
| ------------------------------------------------------- | --------------------------------------------- | --------------------------------------------- | --------------------------------------------- | --------------------------------------------- | -------------------- |
| Chama Cha Mapinduzi                                     | 7 579 897                                     | 70,0                                          | 206                                           | 58                                            | 264                  |
| Civic United Front                                      | 1 551 243                                     | 14,3                                          | 19                                            | 11                                            | 30                   |
| Chama cha Demokrasia na Maendeleo                       | 888 133                                       | 8,2                                           | 5                                             | 6                                             | 11                   |
| Tanzania Labour Party                                   | 297 230                                       | 2,7                                           | 1                                             | -                                             | 1                    |
| National Convention for Construction and Reform–Mageuzi | 239 452                                       | 2,2                                           | -                                             | -                                             | -                    |
| United Democratic Party                                 | 155 887                                       | 1,4                                           | 1                                             | -                                             | 1                    |
| Andra                                                   | 117 671                                       | 1,2                                           | -                                             | -                                             | -                    |
| Medlemmar utsedda av presidenten                        | Medlemmar utsedda av presidenten              | Medlemmar utsedda av presidenten              | Medlemmar utsedda av presidenten              | Medlemmar utsedda av presidenten              | 10                   |
| Representanter från Zanzibars representanthus           | Representanter från Zanzibars representanthus | Representanter från Zanzibars representanthus | Representanter från Zanzibars representanthus | Representanter från Zanzibars representanthus | 5                    |
| Medlemmar ex officio                                    | Medlemmar ex officio                          | Medlemmar ex officio                          | Medlemmar ex officio                          | Medlemmar ex officio                          | 2                    |
| Totalt (deltagande 72 %)                                | 10 829 513                                    | 100                                           | 232                                           | 75                                            | 324                  |

#### Zanzibarsrepresentanthus
| Parti               | Antal platser (50) |
| ------------------- | ------------------ |
| Chama Cha Mapinduzi | 30                 |
| Civic United Front  | 19                 |
| Ogiltigförklarade   | 1                  |

## Fotnoter
1. 1 2  Han stöds också av FORD, NRA, UMD och UPDP.
2. ↑  Ett omval för den ogiltigförklarade platsen ägde rum 14 december 2005